# Гавайская кухня
Гавайская кухня включает в себя традиционные блюда Гавайев. По причине постоянной иммиграции народов разного происхождения, а особенно американского, китайского, филиппинского, японского, корейского, португальского, кухня Гавайев сочетает в себе элементы множества кулинарных традиций.

## Основные ингредиенты

### Овощи и фрукты
- Хлебное дерево — один из основных продуктов питания. Плоды этого дерева пекут, варят, сушат, едят сырыми; из них также делают тесто.
- Таро — это травянистое растение, клубни которого употребляется в пищу в варёном или жареном виде.
- Тунг молуккский (или лумбанг) — семена растения съедобны даже в сыром виде.
- Кокос — тропический плод. Используется как в сыром, так и в приготовленном виде.
- Хикама — травянистое растение, которое также широко используется в пище.

### Мясо
- SPAM — консервированное мясо, которое имеет широкое распространение на Гавайях. Обычно подаётся вместе с рисом или же является основной частью местных блюд.
- Говядина распространилось на Гавайях с XIX века. В XX веке на половине гавайских земель было распространено животноводство. Мясо используется в сушёном виде и маринованным в соевом соусе, что является результатом влияния азиатской кухни.

### Морепродукты
В гавайской кухне используется много морепродуктов, прежде всего тунца и меч-рыбы.

## Блюда
- Локо-моко — блюдо гавайской кухни, которое состоит из горки белого риса, мясной котлеты и накрыта жареным яйцом.
- Пои — блюдо из клубнелуковиц растения таро. Это блюдо является неотъемлемой частью повседневной гавайской жизни. Имеет пастообразную консистенцию. Также применяется в качестве детского питания[2].
- Поке — салат с сырой рыбой или морепродуктами, нарезанный кубиками.
- Ломи сэмон — гавайский салат из свежих томатов и лосося.
- Кулоло — десерт гавайской кухни, приготовляемый клубнелуковиц таро и тёртого кокоса или кокосового молока.
- Моти — рисовое тесто, заимствованное из японской кухни.
- Маласадас — гавайские пончики[3].
- Лаулау — гавайское блюдо, состоявшее из свинины, обёрнутой в лист колоказии[4].
- Хаупия — гавайский кокосовый пудинг с бананом.

## Напитки
- Вайкики — коктейль из темного рома и сока гуавы.
- Поток лавы — традиционный гавайский коктейль из рома и кокосового сиропа.
- Кава-кава — чай, обладающий успокаивающим и тонизирующим свойством.
- Фруктовые вина
- Гавайское пиво